# Alchemilla subiquiformis
Alchemilla subiquiformis é uma espécie de rosácea do gênero Alchemilla, pertencente à família Rosaceae.